# Peter Drucker
 (octobre 2018).
Si vous disposez d'ouvrages ou d'articles de référence ou si vous connaissez des sites web de qualité traitant du thème abordé ici, merci de compléter l'article en donnant les références utiles à sa vérifiabilité et en les liant à la section « Notes et références ».
Pour les articles homonymes, voir Drucker.
Peter Ferdinand Drucker, né le 19 novembre 1909 à Vienne en Autriche, mort le 11 novembre 2005 à Claremont en Californie aux États-Unis, est un professeur, consultant américain en management d'entreprise, auteur et théoricien.
Il est à l'origine de nombreux concepts utilisés dans le monde de l'entreprise, comme l'esprit d'entreprise et l'innovation systématique. 

## Biographie
Son père est un haut fonctionnaire du ministère de l'Économie austro-hongrois et sa mère est médecin. La maison familiale est le lieu de rencontre d'intellectuels, de hauts fonctionnaires, d'hommes politiques, de scientifiques ou d'économistes comme Joseph Schumpeter, Ludwig von Mises et Friedrich Hayek, ce que Peter Drucker qualifiera comme son « école ».
En 1927, à la fin de ses études secondaires, il part pour Hambourg pour une année de formation dans un établissement de négoce, puis suit des études de droit à Francfort où il obtient un doctorat en droit public et en droit international. Il se passionne pour la littérature et la philosophie, dont Kierkegaard.

### Journaliste
En parallèle, il mène une activité de journaliste financier pour le Frankfurter General-Anzeiger dont il deviendra en quelques années un des rédacteurs chargé des affaires étrangères et de l'économie.
Il n'a que 20 ans à peine lorsqu'il décroche un entretien avec Hitler avant son arrivée au pouvoir. À la suite de cet entretien, il publiera plusieurs textes expliquant pourquoi on doit s'opposer au totalitarisme. Il devient proche des milieux conservateurs allemands opposés au nazisme et du juriste Carl Schmitt.
Il émigre en Angleterre dès avril 1933 peu après l'arrivée d'Hitler au pouvoir. Il y est journaliste, puis économiste pour une banque à Londres où il assiste aux célèbres séminaires de Keynes à Cambridge. Il se marie avec Doris Schmidt, une émigrée autrichienne, connue à l'université de Francfort et avec qui il s'installe aux États-Unis juste avant le début de la Seconde Guerre mondiale.

### Les États-Unis
Il devient professeur de science politique et de philosophie au Bennington College.
En 1943, il est naturalisé citoyen américain. Il écrit deux ouvrages qui sont de brillantes critiques sociales et politiques et le font connaître.
Il est remarqué par le PDG de General Motors, Alfred P. Sloan, qui le fait venir à ses côtés comme conseiller pour la politique et l'organisation de son groupe automobile. Il va y passer presque deux ans, assistant aux conseils d'administration, visitant les usines, décortiquant les process et interviewant les cadres supérieurs comme les ouvriers. De cette expérience, il va publier en 1945, Concept of the Corporation, un livre qui fait date, le premier ouvrage qui décortique l'organisation managériale d'une entreprise. Il vient de créer le métier de consultant d'entreprise qu'il va poursuivre dans d'autres sociétés américaines — grands groupes ou start-up — pendant plus de 60 ans.
Il travaille également pour conseiller des associations, des organisations caritatives ou des administrations. Il sera ainsi appelé par le président Eisenhower après la guerre de Corée pour étudier le système éducatif coréen. Il conseillera également des associations médicales américaines. 

### Professeur de management
Il enseigne le management à la New York University de 1950 à 1971. De 1971 à sa mort, il occupe la chaire de management et science sociale de l'université de Claremont en Californie au sein de la Graduate Management School qu'il a créée avec l'entrepreneur et grande fortune japonaise Masatoshi Ito et qui portera leur nom à partir de 1987 (la Peter F. Drucker and Masatoshi Ito Graduate School of Management).
Il écrit pour différents journaux et revues économiques américains.
Jusqu'à 90 ans passés, il continue d'exercer son activité de consultant pour entreprises mais privilégie des organisations à but non lucratif notamment au sein de sa fondation, la fondation Peter F. Drucker pour un management non lucratif, qu'il présida de 1990 à 2002.
Il reçoit en juillet 2002, la médaille présidentielle de la Liberté du président américain George W. Bush pour l'ensemble de son œuvre.
Peter Drucker meurt le 11 novembre 2005 dans sa résidence de Claremont à près de 96 ans.
Il est un des rares théoriciens du management à avoir eu à la fois l'écoute des milieux d'affaires et un succès public mondial avec plus de 6 millions de livres vendus, ce qui lui a valu le surnom de « pape du management ».

### Ses axes de recherche
- Drucker, l'éclaireur du présent, Jack Beatty (1998)

### Peter Drucker et le leadership
De son propre aveu, très influencé par Xénophon et sa Cyropédie.

### Peter Drucker et le marketing
Dans Management, 1973, p. 64
Le but du marketing est de connaitre et de comprendre le client de façon telle que le produit ou service s'adapte et se vende par lui-même. L'objectif est de rendre la vente inutile.
Il n'y a qu'une définition valide de l'objectif en affaires : créer le client. De ce fait chaque entreprise a deux et seulement deux fonctions basiques : le marketing et l'innovation …
Le marketing est tellement basique qu'il ne suffit pas d'avoir un solide département des ventes et de lui assigner le domaine du marketing. Le marketing représente beaucoup plus que la vente et n'est pas du tout une activité particulière : c'est une activité qui considère l'activité d'affaires comme un tout, appréhendé du point de vue de son résultat final à savoir le point de vue du consommateur. La préoccupation et la responsabilité de la sphère marketing doit diffuser dans l'ensemble des secteurs de l'entreprise..

### Peter Drucker et l'entrepreneuriat (l'esprit d'entreprise)
Il a consacré un livre au sujet de l'entrepreneuriat (Entrepreneurship): Innovation and Entrepreneurship: Practice and Principles (1985) traduit avec un avant-propos spécifique à l'édition française : Les entrepreneurs, Pluriel, 1985
Reprend le concept d'entrepreneur de Jean-Baptiste Say et de Joseph Schumpeter.

### Peter Drucker et l'innovation (1954-1985)
Peter Drucker s'est intéressé à l'innovation durant trente ans, de La Pratique de la Direction des Entreprises aux Entrepreneurs en passant par Que sera demain ?…
Pour lui, l'entreprise a deux fonctions essentielles, et deux seulement : le marketing et l'innovation.« Le marketing et l'innovation produisent des résultats, le reste n'est que dépenses (Peter Drucker) ».
Pour lui, l'innovation systématique requiert la volonté de considérer le changement comme une opportunité.
Il a clos sa réflexion avec son livre : Innovation and Entrepreneurship: Practice and Principles (1985) traduit avec un avant-propos spécifique à l'édition française : Les entrepreneurs, Pluriel, 1985

### La pratique de l'innovation

#### Les sept sources de l'innovation systématique
Les Entrepreneurs, p. 56-176.
Dans l'ordre de facilité et de fiabilité
- Au sein de l'entreprise
  1. L'imprévu
    - La réussite imprévue
      - Exemple : Bloomingdale's, les mini-aciéries (minimill), DuPont de Nemours et le nylon, IBM

    - L'échec imprévu
      - Exemple : McDonald's, la Ford Edsel, etc.

    - L'événement extérieur imprévu

  2. Les contradictions
    - Réalités économiques incongrues
    - La contradiction entre la réalité et l'idée qu'on s'en fait
      - Exemple : la conteneurisation

    - La contradiction entre les systèmes de valeurs (et les attentes) des consommateurs telles qu'elles sont perçues et telles qu'elles sont en réalité.
    - La contradiction interne au rythme ou à la logique d'un processus

  3. Les besoins structurels
  4. Le changement
- À l'extérieur de l'entreprise
  1. Les changements démographiques
  2. Les changements de perception
  3. Les nouvelles connaissances

### L'idée de génie
(avril 2024).
La mise en forme du texte ne suit pas les recommandations de Wikipédia : il faut le « wikifier ».
Les points d'amélioration suivants sont les cas les plus fréquents. Le détail des points à revoir est peut-être précisé sur la page de discussion.
- Les titres sont pré-formatés par le logiciel. Ils ne sont ni en capitales, ni en gras.
- Le texte ne doit pas être écrit en capitales (les noms de famille non plus), ni en gras, ni en italique, ni en « petit »…
- Le gras n'est utilisé que pour surligner le titre de l'article dans l'introduction, une seule fois.
- L'italique est rarement utilisé : mots en langue étrangère, titres d'œuvres, noms de bateaux, etc.
- Les citations ne sont pas en italique mais en corps de texte normal. Elles sont entourées par des guillemets français : « et ».
- Les listes à puces sont à éviter, des paragraphes rédigés étant largement préférés. Les tableaux sont à réserver à la présentation de données structurées (résultats, etc.).
- Les appels de note de bas de page (petits chiffres en exposant, introduits par l'outil «  Source ») sont à placer entre la fin de phrase et le point final[comme ça].
- Les liens internes (vers d'autres articles de Wikipédia) sont à choisir avec parcimonie. Créez des liens vers des articles approfondissant le sujet. Les termes génériques sans rapport avec le sujet sont à éviter, ainsi que les répétitions de liens vers un même terme.
- Les liens externes sont à placer uniquement dans une section « Liens externes », à la fin de l'article. Ces liens sont à choisir avec parcimonie suivant les règles définies. Si un lien sert de source à l'article, son insertion dans le texte est à faire par les notes de bas de page.
- La présentation des références doit suivre les conventions bibliographiques. Il est recommandé d'utiliser les modèles {{Ouvrage}}, {{Chapitre}}, {{Article}}, {{Lien web}} et/ou {{Bibliographie}}. Le mode d'édition visuel peut mettre en forme automatiquement les références.
- Insérer une infobox (cadre d'informations à droite) n'est pas obligatoire pour parachever la mise en page.

Pour une aide détaillée, merci de consulter Aide:Wikification.
Si vous pensez que ces points ont été résolus, vous pouvez retirer ce bandeau et améliorer la mise en forme d'un autre article.
La fermeture Eclair, le stylo à bille, la brosse à dents électrique, la languette des canettes, etc.
L'idée centrale:

### Les six commandements de l'innovation
- L'analyse des opportunité
- La vérification terrain
- La simplicité
- Un démarrage modeste
- La domination du marché
- La finalité de l'entreprise

## Peter Drucker et l'efficience(efficiency)
Un thème récurrent. The Effective Executive (1967). Management (1973)

## Œuvres
De la fin des années 1930 jusqu'à sa mort, Peter Drucker a écrit 36 livres :
- 15 sur le management dont les 2 célèbres The Practice of Management et The Effective Executive qui feront l'objet de plusieurs mises à jour et rééditions
- 2 sur l'innovation. Un chapitre très important dans Que sera demain ? … et Les Entrepreneurs
- 16 sur la société, l'économie et la politique
- 2 romans
- 1 essai autobiographique
- 1 livre sur la peinture japonaise

Peter Drucker a aussi régulièrement collaboré à plusieurs journaux et revues économiques
- de 1975 à 1995, il fut chroniqueur au Wall Street Journal
- il écrit plusieurs articles pour l'Atlantic Monthly et The Economist.
- il fut un important contributeur à la revue américaine Harvard Business Review.

Son premier ouvrage est une étude sur Friedrich Julius Stahl, parlementaire juif allemand et philosophe du droit, étude qui sera censurée et brûlée par les nazis à leur arrivée au pouvoir. Dans ses premières années américaines, il publie deux ouvrages, analyses sociales et politiques, The End of Economic Man en 1939, une critique du système économique ayant conduit au nazisme et The Future of Industrial Man en 1942.
Après son expérience de consultant chez General Motors, il publie son premier ouvrage sur le management Concept of corporation en 1949, Il y décrit comment le mode de direction de cette société ainsi que celle d'IBM et de General Electric sont à l'origine de leur succès. Il va poursuivre pendant 60 ans l'étude du management de l'entreprise, défrichant de nombreux aspects de cette nouvelle « science de l'entreprise » qu'il a contribué à créer. Il va être l'un des premiers à traiter les thèmes de l'innovation, du management des savoirs ou du respect des « stakeholders » (les parties prenantes : salariés, actionnaires et clients).

## Idées-forces
On retrouve plusieurs idées-forces dans ses différents travaux :
- Un profond scepticisme sur la macroéconomie.
Drucker estimait que les économistes des différentes écoles avaient échoué à expliquer les principaux aspects de l'économie moderne.
- L'importance du rôle des managers dans la réussite de l'entreprise avec cinq points principaux : fixer des objectifs, organiser le travail, motiver et communiquer, mesurer la performance, former les salariés.
- Une reconnaissance de la contribution durable du père du management scientifique, Frederick Winslow Taylor.
Même si Drucker n'avait qu'une petite expérience dans l'analyse du travail des ouvriers (lui a passé sa carrière à analyser le travail managérial), il crédita Taylor de l'idée maîtresse et toujours valable selon lui que tout travail peut être décomposé, analysé et amélioré.
- Un désir de rendre tout le plus simple possible.
Selon Drucker, les entreprises doivent se concentrer sur ce qu'elles savent faire et ne pas trop diversifier leurs activités. Elles tendent à fabriquer trop de produits, à embaucher trop de personnel dont elles n'ont pas besoin (la meilleure solution est de sous-traiter) et d'aller sur des secteurs économiques sur lesquels elles ne devraient pas aller. Ce qu'il résume par : « Il faut s'en tenir à ce que l'on sait faire »
- Lutter contre ce qu'il appelait "la maladie de gouvernement".
Drucker estimait que les gouvernements, comme toute organisation bureaucratique et monopolistique, étaient incapables de fournir les nouveaux services dont les gens avaient besoin ou qu'ils souhaitaient.
- La nécessité de "l'abandon planifié".
Les sociétés comme les gouvernements ont une tendance à s'accrocher aux « succès d'hier » plutôt que de s'apercevoir qu'ils ne sont plus utiles aujourd'hui.
- Le besoin de communauté.
Très tôt dans sa carrière, Drucker prédit la fin de « l'homme économique » et préconisait la création d'une « communauté de production » où les besoins sociaux des individus pourraient être satisfaits. Il a plus tard admis que cette communauté de production ne s'est jamais matérialisée, et dans les années 1980, suggéra que le volontariat dans le secteur non marchand pourrait être une des clés de cette communauté.

Il était reconnu pour la clarté de sa pensée, sa largeur de vues et sa capacité à restituer en langage simple des problèmes complexes d'entreprise. S'il fut souvent admiré pour la continuité d'une réflexion sans cesse renouvelée, il fut néanmoins boudé par le milieu de la recherche universitaire. Sa manière de penser multi-disciplinaire, son refus de tout jargon ou de références académiques le rendait suspect pour de nombreux chercheurs. Mais il obtint en 2003 une distinction de l'Academy of Management Executive. Il est un des rares théoriciens du management à avoir eu à la fois l'écoute des milieux d'affaires et le succès public, ce qui lui valut le surnom de Pape du management qui ne correspondait pas avec la modestie de son style de vie.
Dans un de ses derniers ouvrages Au-delà du Capitalisme, Drucker bien que restant un farouche défenseur du libre-marché, remet en cause certains aspects du capitalisme. Pour lui, la recherche du gain financier ne devait pas primer sur la création de valeur. Il sera ainsi très critique sur les dirigeants et les investisseurs de start-up pendant la « bulle Internet ». Un de ses travaux les plus controversés porta sur la rémunération : il déclara que le management général ne devrait pas être rémunéré plus de 20 fois la rémunération la plus basse de l'entreprise qu'il dirige. Cela lui créa quelques ennemis dans un milieu des dirigeants plutôt admiratif de son œuvre.